# Klein Schierstedt
Klein Schierstedt is een plaats en voormalige Duitse gemeente. Sinds 4 maart 2005 is het een Ortsteil van de gemeente Aschersleben in de Duitse deelstaat Saksen-Anhalt en maakt het deel uit van de Landkreis Salzlandkreis.
Klein Schierstedt telt 395 inwoners.